# 山城堡战役旧址
山城堡战役旧址，位于中国甘肃省环县山城乡，为一个省级文物保护单位，类型为近现代重要史迹及代表性建筑。
山城堡战役旧址的历史年代为1936年。